# Рене Клер
Рене Клер (фр. René Clair, справжнє ім'я Рене-Люсьєн Шометт фр. René-Lucien Chomette; 11 листопада 1898, Париж — 15 березня 1981) — один з найзначиміших французьких кінорежисерів 1920-х і 1930-х років, творець жанру музичного фільму, письменник, актор. Відмінні риси його стрічок — ліризм і глибоке розуміння людської психології у поєднанні з гумором, що межує з буфонадою і сатиричним поглядом на суспільство. Відстоював незалежність французького кінематографу від Голлівуду, боровся проти «угоди Блюма — Бірнса».

## Біографія
Рене Шометт народився в паризькому кварталі Ле-Аль. Він належав до сім'ї, де кілька поколінь були успішними торговцями. Втім, ні Рене Шометт, ні його старший брат Анрі не продовжили сімейної традиції, вбачаючи своє покликання в мистецтві (Анрі Шометт згодом також став кінорежисером).
Брати Шометт здобули класичну освіту в ліцеї Людовика Великого і ліцеї Монтеня. В шкільні роки майбутній Рене Клер проявляє схильності до поезії, намагається створювати п'єси, захоплюється боксом і фехтуванням.
Після початку Першої світової війни Рене Шометт прагне потрапити на фронт (до армії було призвано його батька, брат пішов добровольцем), але через стан здоров'я потрапляє туди лише як санітар. У 1918 році він демобілізуватиметься через травму і зустрічає закінчення війни вже в Парижі. Війна, за спогадами Клера, була для нього серйозним потрясінням. Під час перебування на фронті він написав дві збірки віршів, що залишилися неопублікованими.
Відразу після повернення з фронту він стає співробітником газети «Ентрансіжан» (фр. I Intransigeant) і друкується під псевдонімом «Рене Депре». Першим його репортажем було повідомлення про смерть поета Едмона Ростана. Завдяки своїм журналістським зв'язкам він знайомиться з відомими діячами кіно й літератури, зокрема з Луї Деллюком і Марселем Прустом.
У кіно Рене привела Дамія (Марі-Луїза Дам'єн), для якої він писав пісні. У 1920 році його запрошують знятися у стрічці «Лілія життя», за п'єсою румунської королеви Марії. Для зйомок він бере собі новий псевдонім — Рене Клер (від фр. claire — ясний). У 1921 році він знімається у фільмах студії «Гомон», режисером яких був Луї Фейяд («Сирітка», «Паризетта») і фільмах Якова Протазанова («Сенс смерті», «За ніч кохання»).
З 1922 року Рене Клер стає критиком «Paris-Journal» і «Theatre et Comtvdia illustres». У 1951 він видає свої тексти у збірці «Досконалий роздум».
Брат Анрі Шомет, знайомить його з Жаком де Баронселлі, якому Клер асистує в чотирьох фільмах, і який повинен був допомогти Клеру, з його першим фільмом «Женев'єва де Брабан». Ця робота залишилася незавершеною. Саме Баронселлі представив Клера продюсерові Анрі Діаман-Берже, що довірив йому зйомки «Париж заснув».
З 1923 року починає сам ставити фільми.
Зі своєю дружиною Броней Рене познайомився на показі фільму «Антракт».

## Творчість

### Період німого кіно

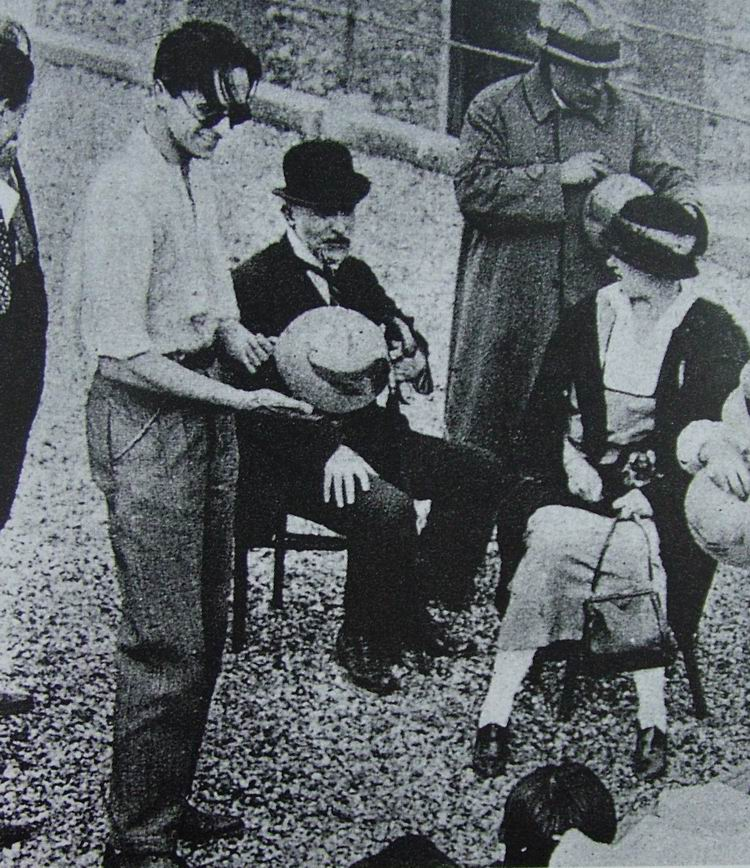
Рене Клер і Ерік Саті на зйомках фільмі «Антракт» (жовтень 1924)

У 1922 році Клер стає асистентом режисера Жака де Баронселлі, беручи участь у зйомках фільмів «Полуденний дзвін» (1922) і «Легенда сестри Беатріси» (1923).
У 1923 Рене Клер пише сценарій «Чарівний промінь» і знімає по ньому свій перший фільм — ексцентричну комедію з фантастичним сюжетом «Париж заснув», в якій знайшли місце і елементи сатири. На екрани стрічка вийшла тільки через рік, після того, як Клер зняв ще два фільми, і мала гучний успіх в середовищі авангардистів.
Знятий на замовлення «Шведського балету» короткометражний фільм «Антракт» (1924), (точніший переклад назви «Relâche» — Спектакль відміняється) оцінювався критикою по-різному. У цьому фільмі в кадрі з'являється багато легендарних діячів французького авангарду — передусім, це сам композитор Ерік Саті (що написав покадрову музику для фільму, який показується в антракті балету), а також художники Марсель Дюшан, Франсіс Пікабіа і Мен Рей. Сюжет в «Антракті» відсутній, кадри пов'язані швидше асоціативно, а в цілому, те, що відбувається на екрані, справляє враження сну, у зв'язку з чим дадаїсти із захватом сприйняли цей фільм, побачивши в ньому втілення своїх художніх ідей. В більшості випадків «Антракт» характеризується критикою саме як авангардистський (дадаїстський) експеримент. В усякому разі, цей досвід створив Клеру ім'я в авангардних кругах і серед паризького бомонду.
Проте деякі критики потому називали цей фільм «Сюжетною карикатурою на дадаїстське мудрагельство», і «експериментом, в якому Клер не був до кінця щирим», «фільмом з елементом жарту», хоча і віддавали належне винахідливості, з якою зроблено фільм, і загальної авангардистської спрямованості фільму.
Так чи інакше, в подальшому Рене Клер більше не повертається до фільмів, подібних до «Антракту», знімаючи іронічні і ліричні комедії «Примара Мулен-Ружа» (1925) «Уявна подорож» (1925), «Двоє боязких» (1928). Майже в усіх своїх фільмах Клер знімає актора Альбера Прежана. Найбільший успіх у публіки мала стрічка «Солом'яний капелюшок» (1927) за п'єсою Лабіша і Марка-Мішеля, комедія становищ з яскравими, гротесковими персонажами. Разом з комедіями, в цей період Рене Клер пробував знімати і драму — «Здобич вітру» (1926).

### Період звукового кіно
Прихід ери звукового кіно спочатку збентежило Клера, поки він не прийшов до думки про можливість використання звуку і зображення як взаємодоповнюючих ліній, свого роду контрапункту. Своє бачення звукового кіно він втілив у комедії, що побила усі рекорди популярності, «Під дахами Парижа» (1930), яка вважається першим музичним фільмом, принаймні, у Європі. Не менш успішними були і наступні звукові стрічки Клера — комедія «Мільйон» (1931) і гротескова сатира «Свободу нам!» (1932). У 1934-му він зняв антифашистський фільм «Останній мільярдер», який був заборонений в Німеччині і низці європейських країн, спонукавши Клера переїхати до США.
Перший американський фільм Клера — «Примара їде на захід» (1936) — був тепло прийнятий, чого не можна сказати про три наступні фільми, які були сприйняті як занадто «вільні» за голлівудськими мірками. Найвідоміший серед них «І не залишилося нікого» — екранізація «Десяти негренят» Агати Крісті. Після війни Клер повернувся до Франції, де зняв «Мовчання — золото» (1949) і історичну комедію «Великі маневри» (1955).
Як і його молодший сучасник Марселю Карне, Рене Клер не прийняв естетику «нової хвилі», продовжуючи наслідувати одного дня обраному напрямі. При створенні фільмів він завжди орієнтувався на масового глядача, і не міг прийняти елітарне мистецтво, не доступне більшості.
У 1960 році Клера було обрано членом Французької академії. Його ім'ям названо кінопремію Французької академії.

## Фільмографія
- 1924 — Антракт / Entr'acte
- 1925 — Париж заснув / Paris qui doit
- 1925 — Уявна подорож / Le voyage imaginaire
- 1925 — Примара Мулен-руж / Le Fantome du Mou-lin-Rouge
- 1926 — Здобич вітру / La proie du vent
- 1927 — Солом'яний капелюшок / Un chapeau de paille d'ltalie
- 1927 — Башта / La Tour (документальний)
- 1928 — Двоє боязких / Les deux timides
- 1930 — Під дахами Парижа / Sous les toits de Paris
- 1931 — Мільйон / Le million
- 1932 — Свободу нам! / A nous la liberte
- 1932 — 14 липня / Quatorze juillet
- 1934 — Останній мільярдер / Le dernier milliardaire
- 1935 — Привид їде на захід / The Ghost Goes West
- 1938 — Приголомшуйте новинами / Break the News
- 1939 — Чисте повітря / Air pur (не закінчений)
- 1941 — Вогонь Нового Орлеана / The Flame of New Orleans
- 1942 — Я одружився з відьмою / I Married a Witch
- 1943 — Це сталося завтра / It Happened Tomorrow
- 1943 — Вічність і один день / Forever and a Day (спільно з 6-ма іншими режисерами)
- 1945 — І не залишилося нікого / And Then There Were None
- 1949 — Мовчання — золото / Le silence est d'or
- 1950 — Краса диявола / La Beauté du diable
- 1952 — Нічні красуні / Les Belles de nuit
- 1955 — Великі маневри / Les grandesmanoevres
- 1957 — Порт-де-Ліля / Porte de Lilas
- 1960 — Француженка і любов / La Franchise et l'amour (епізод Весілля)
- 1961 — Усе золото світу / Tout l'or du monde
- 1962 — Чотири істини / Les quatre verites (епізод Два голуби)
- 1965 — Галантні свята / Les fetes galantes
- 1966 — Гарібан / Gariban (автор сценарію)